# Frères von Blücher

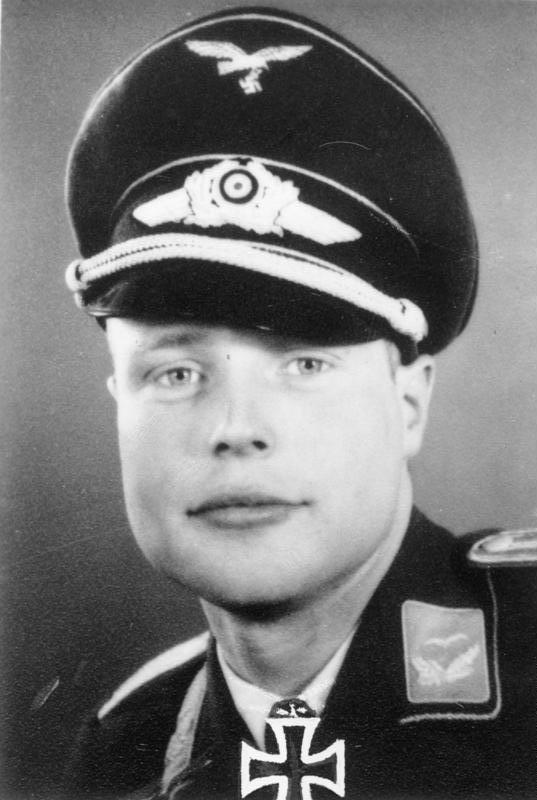
Wolfgang Graf von Blücher, le plus âgé des trois frères.

Les frères von Blücher (allemand : Gebrüder von Blücher) sont trois frères allemands servant tous dans les Fallschirmjäger, les forces aéroportées allemandes. Ils sont tués le même jour, le 21 mai 1941, lors de la bataille de Crète durant la Seconde Guerre mondiale.

## Noms
- Wolfgang Henner Peter Lebrecht Graf von Blücher (né le 31 janvier 1917 à Altengottern, Mühlhausen – mort le 21 mai 1941 près d'Héraklion)[1].
- Leberecht Wilhelm Konstantin Wolf Axel Graf von Blücher (né le 13 avril 1922 à Fincken – mort le 21 mai 1941 près d'Héraklion)[2].
- Hans-Joachim Gebhard Leberecht Graf von Blücher (né le 23 octobre 1923 à Fincken – mort le 21 mai 1941 près d'Héraklion)[3].

## Histoire
L'un des ancêtres des frères von Blücher n'est autre que Gebhard Leberecht von Blücher, le feld-maréchal prussien qui commanda l'armée prussienne contre Napoléon Ier à la bataille de Waterloo en 1815.
Le premier à tomber durant cette journée fatidique du 21 mai 1941, est le jeune Hans-Joachim Graf von Blücher, qui tentait de ravitailler son frère, Wolfgang Graf von Blücher, avec des munitions lorsque celui-ci et son peloton furent encerclés par les membres du Black Watch.
Leberecht Graf von Blücher, titulaire de la croix de chevalier de la croix de fer depuis le 24 mai 1940 et vétéran de la campagne de Norvège et Hollande, est également blessé mortellement le 21 mai 1941 près d'Héraklion. Son corps n'a jamais été retrouvé.
Wolfgang et Hans-Joachim sont enterrés à Máleme.

## Quatrième fils

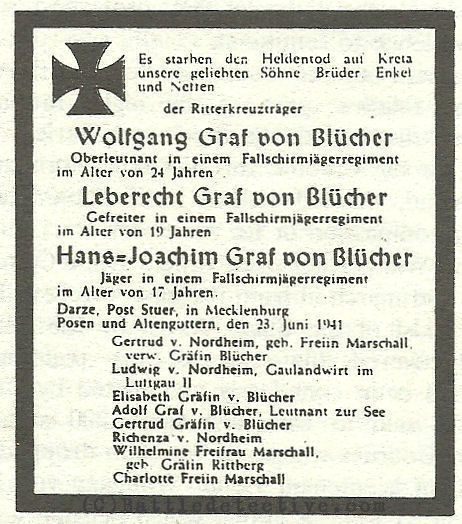
Le faire-part de décès pour les frères von Blücher, juin 1941

Quatre semaines plus tard, la mère, Gertrud von Nordheim (née baronne Marschall, veuve Gräfin von Blücher), qui avait perdu son mari en 1924, a été informée que trois de ses quatre fils avaient été tués le même jour durant la bataille de Crète. Son quatrième fils, Adolf Graf von Blücher, a été libéré de ses fonctions et a quitté la marine allemande (Kriegsmarine) pour prendre soin de l'entreprise agricole familiale. Il est également mort tragiquement en 1944, d'une blessure par balle pendant une chasse au cerf.

## Mythe
Pendant des années, des villageois crétois ont rapporté avoir vu un cavalier fantôme galopant dans la nuit sur une route près de l'endroit où le jeune  Hans-Joachim Graf von Blücher a été abattu.
Le destin tragique des jeunes frères von Blücher en Crète est devenu une légende parmi les recrues de la Bundeswehr.